# 山下公平
山下 公平（やました こうへい、1986年3月20日 - ）は、日本の男性声優。レオパード・スティール業務提携。血液型はB型。

## 経歴
2013年3月まではラムズに準所属。事務所閉鎖後はケースエンターテイメントに所属していたが、のちに芸能マネージメント事業が終了する。その後は、2020年12月31日までは合同会社ダーナ・ワークスに所属していた。2021年11月1日よりレオパード・スティールと業務提携契約を締結。
現在は超実践現場型アフレコワークショップを謳う「現場会」の代表を務める他、Vtuberとしてゲーム実況活動も行っている。

## 出演
太字は、主役・メインキャラクター。

### 吹き替え
- ザ・コンヴェント（エリス〈フレディ・カーター〉）
- ホームカミング シーズン2（チャド）
- マイル22（ジェイコブ〈ブランドン・スケールズ〉）
- ソード・オブ・レジェンド 古剣奇譚（ホワ・イエ）
- タイム・パニック（デイル・サベッジ）
- トゥルース 闇の告発（ジム）
- バトル・スカイ （ロバート）
- ジェシカ（ルカ）
- バナナ・アクチュアリー（ヨングァン）
- ハズビン・ホテル（アラスター）※パイロット版

### テレビアニメ
- うんこさん純情派（運原雄山／電気店販売員）
- 炬燵猫（店主／審査員）
- ソッキーズ フロンティアクエスト（魔導師）
- だめんず・うぉ〜か〜 THE アニメ（くらたまの元カレ）
- 猫のダヤン（片目のカラス）

### ゲーム
- アルケミアストーリー（イザルク）
- オートチェス（ソールテイカー）
- 探偵オペラ ミルキィホームズ（保険員／手下怪盗）
- L@ve once（須藤／不良／車内アナウンス）
- スカーレッドライダーゼクス（スタッフ／紅の男）
- 都市伝説解体センター（廻屋渉）

### ナレーション
テレビ
- BS日テレ 見てはいけないTV 内「ほんとにあった心霊写真」
- アニメ「アラド戦記」特番
- GLAY20th × LIVE DAM LIVEキャンペーンCM

DVD
- ほんとにあった心霊写真〜呪い〜
- ほんとにあった心霊写真〜祟り〜
- 本当にあった喧嘩のビデオ1
- 本当にあった喧嘩のビデオ2
- 未来人ジョン・タイター

ラジオ
- ヴァンガードファイト主題歌『Vanguard Fight』CM

### ラジオ
- メグ伯爵と秘密の庭（アシスタント）

### ドラマCD
- THOR CODE（生徒）
- 新新宿駅企画課 あるぷすひろば（アナウンス）

### デジタルコミック
- 無口な公爵令嬢と冷徹な皇帝～前世拾った子供が皇帝になっていました～（2022年、セルゲイ・バザロフ[3]）
- ※この恋は事故です!（2022年、甲斐紘也[4]）
- 死んでも恋は演じない（2023年、逆井[5]）
- 婚約破棄した伯爵令嬢は幸せな宝石鑑定士になりました（2023年、司会[6]）
- 婚約破棄されて修道院に行くお嬢様の話（2023年、ポール[7]）

### 携帯コンテンツ
- ドキッ！徳川14代将軍の名前がわからない！
- 雨だれ〜美しく咲く君たちへ〜
- クロノ・サーガ